# Diaea papuana
Diaea papuana là một loài nhện trong họ Thomisidae.
Loài này thuộc chi Diaea. Diaea papuana được Wladislaus Kulczynski miêu tả năm 1911.